# عصب صخري كبير
العصب الصخري الكبير (أو العصب الصخري السطحي الكبير) هو عصب في الجمجمة يتفرع من العصب الوجهي، ويشكل جزءًا من مجموعة أعصاب تغذي الغدة الدمعية. وتتشابك محاوره اللاودية السابقة للعقدة في العقدة الجناحية الحنكية .

## التركيب
تنشأ أليافه اللاودية السابقة للعقدة من النوى اللعابية العلوية الموجودة في السقيفة الجسرية، وتنضم هذه الألياف إلى الألياف الحسية العامة والخاصة لتشكيل العصب المتوسط، حيث يخرج العصب المتوسط من تجويف الجمجمة عند فتحة السمع الداخلية، ليلحق بالجذر الحركي للعصب الوجهي في العقدة الركبية. في حين تمر الألياف اللاودية (السابقة للعقدة) عبر العقدة الركبية دون أن تتشابك فيها،
لتخرج منها على شكل العصب الصخري الأكبر، الذي يدخل إلى حفرة القحف المتوسطة عبر فجوة العصب الصخري الكبير، جنبا إلى جنب مع الفرع الصخري للشريان السحائي الأوسط، ثم يدخل القناة الجناحية، لينضم إلى العصب الصخري العميق، مكونا عصب القناة الجناحية، الذي يمر عبر القناة الجناحية وصولا إلى العقدة الجناحية الحنكية.

## الوظيفة
يحمل العصب الصخري الأكبر ألياف الجهاز العصبي اللاودي السابقة للعقدة من العصب الوجهي، وينضم العصب الصخري الأكبر إلى العصب الصخري العميق مكونا عصب القناة الجناحية الذي يتشابك في نهاية المطاف مع العقدة الجناحية الحنكية حيث يخرج منها الألياف التالية للعقدة لتتشابك مع الغدد الدمعية والغدد المخاطية التي تُبطن تجويف الأنف والحنك.

## صور إضافية

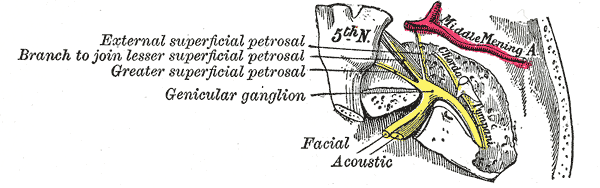
مسار وتوصيل العصب الوجهي في العظم الصدغي .
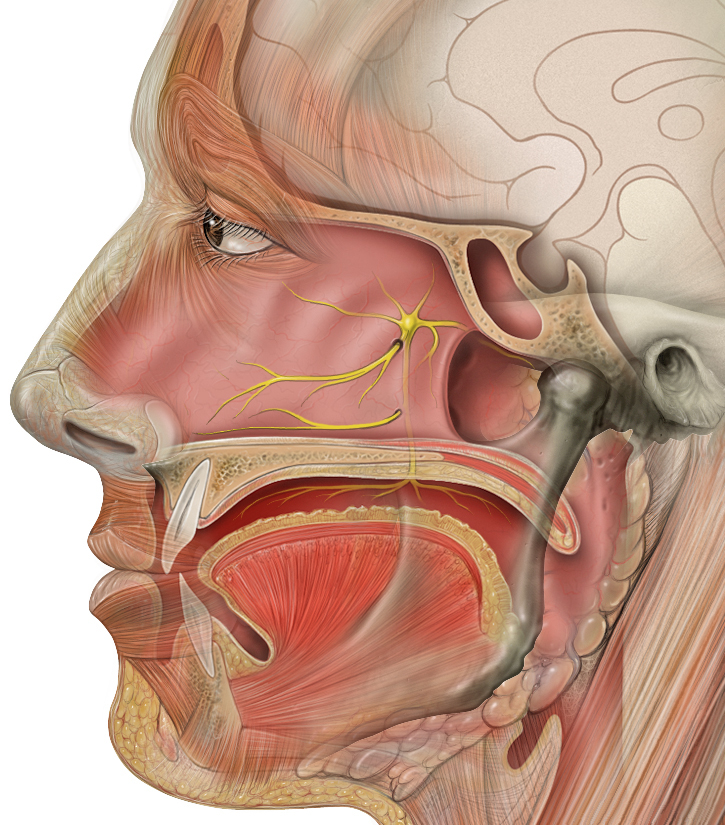
العصب الصخري الكبير

## روابط خارجية
- درسٌ تشريحي حول cranialnerves مُعدٌ بواسطة ويسلي نورمان (جامعة جورجتاون). (VII)
- كلية الطب بجامعة ميشيغان "إجابات المنشقين - تجويف الأذن والأنف"